# Ochyrocera losrios
Espèce
Ochyrocera losrios est une espèce d'araignées aranéomorphes de la famille des Ochyroceratidae.

## Distribution
Cette espèce est endémique de la province de Los Ríos en Équateur,. Elle se rencontre dans la réserve du rio Palenque (es) entre 100 et 800 m d'altitude.

## Description
Le mâle holotype mesure 2,0 mm.

## Étymologie
Son nom d'espèce lui a été donné en référence au lieu de sa découverte, la province de Los Ríos.

## Publication originale
- Dupérré, 2015 : Descriptions of twelve new species of ochyroceratids (Araneae, Ochyroceratidae) from mainland Ecuador. Zootaxa, no 3956(4), p. 451-475.